# Leonard Bajić
Leonard Bajić, hrvaški frančiškan, verski pisec in prevajalec, * 27. september 1889, Vojnić, † 17. februar 1948, Stara Gradiška.

## Življenje in delo
Bogoslovje je študiral v Šibeniku, Zaostrogu in Makarski. Kot župnik je služboval v raznih krajih, med drugim tudi v Drnišu, od koder so ga leta 1919 izgnale italijanske fašistične oblasti. Nato je bil semeniščni vzgojitelj v Sinju, učitelj v samostanu Visovac pri Šibeniku in profesor pastorale na Visoki teološki šoli v Makarski. Bil je tudi predstojnik frančiškanskih samostanov v Omišu, Šibeniku in Zagrebu. Med leti 1934—1937 pa je bil definitor v upravnem svetu hrvaške frančišhanske province Presvetog Otkupitelja. 
Od leta 1918 je sodeloval z več hrvaškimi časopisi  in revijami. Pisal je o vprašanjih obnove bogoslužja in katoliške akcije, o asketskem življenju, o mistiki in katoliški sociologiji. Nekatere teh člankov  je objavil v knjigi U duhu katoličke obnove. Idejni prilog k proslavi 1300 godišnje veze hrvatske države sa Svetom Stolicom (Šibenik 1940). Prevedel in objavil Katekizem kršćanskega savršenstva Antona Wallensteina (Makarska 1940) in delo Giuseppeja Camella Odgoj klera (Zagreb 1942). Bil je tudi sodelavec Hrvaške enciklopedije.